# Intermezzo (фестиваль)
Міжнародний фестиваль оповідання «Intermezzo» — щорічний і єдиний фестиваль оповідання в Україні, що відбувається в місті Вінниця наприкінці травня.
Організаторами події виступають незалежні культурні менеджери, зокрема Ірина Вікирчак та ГО «Інститут культурного менеджменту».
Заснований у 2015 році, фестиваль проходить за підтримки Вінницької міської ради та міжнародних партнерів, серед яких: Польський Інститут у Києві, Інститут Адама Міцкевича, Чеський Центр у Києві, Генеральне консульство Республіки Польща у Вінниці та ін. Фестиваль є некомерційним, участь у більшості подій безкоштовна.

## Концепція фестивалю
Міжнародний фестиваль оповідання «Intermezzo» присвячений постаті видатного українського письменника та громадського діяча Михайла Коцюбинського. Оповідання письменника становлять справжню скарбницю світової літератури, інтегруючи українську культуру в контекст європейського модернізму. 
«Intermezzo» — один із найвідоміших творів автора, що втілює найкращі риси активного митця, котрий прагне змінювати світ і себе в ньому.
Ідея фестивалю випливає саме з цієї новели: у важкі часи людина втомлюється від власних і чужих проблем, потребує зміни середовища, щоб загострити внутрішній зір та відчути власну сутність. Водночас вона стикається з реаліями життя, бачить суспільство збоку та зсередини, і після короткого інтермецо ще більше звернена до вирішення нагальних завдань – у побуті, в економіці, мистецтві, через соціальний активізм.

## Учасники фестивалю
Гостями першого фестивалю в 2015 році стали: боснійсько-хорватський письменник Міленко Єрґович, польський кінорежисер Кшиштоф Зануссі, українська письменниця Оксана Забужко, польська перекладачка і культурна менеджерка Юстина Чеховська, українська письменниця Софія Андрухович, українська режисерка та письменниця Ірина Цілик та інші відомі митці.

## 2015
Перший Міжнародний фестиваль оповідання «Intermezzo» проходив 22–24 травня 2015 року у Вінниці й був присвячений 150-ій річниці з дня народження Михайла Коцюбинського. Програмні події фестивалю оберталися навколо теми «Життя у посттравматичному просторі». Через коротку прозу та кіно організатори намагалися створити діалог, який би артикулював сучасну ситуацію в країні засобами мистецтва.
Ініціаторами такого діалогу стали як міжнародні гості фестивалю, так і українські учасники. Події відбувалися на різних майданчиках Вінниці, таких як музей-садиба Михайла Коцюбинського, центральні площі міста, кінотеатр «Родина», галереї, кав’ярні та ін.
Протягом трьох днів було проведено 35 подій за участі понад 50 митців з різних країн. 
Спеціальні події:
- Медіа-вистава «Il Caprese» за участю ведучого радіо «Аристократи» Данила Хомутовського, в якій поєдналися тексти Михайла Коцюбинського, голос, музика та відео-арт (від візуальної художниці Світлани Рейніш)[10];
- Літературні читання «Дух міста» за участю вінницьких авторів;
- Літературний перформанс Алевтини Кахідзе «Дзвінки зі жданівського цвинтаря»;
- Проєкт  Василя Махна (США–Україна) у форматі «кіно+текст» — синтез літературного твору та короткого метру.

В рамках програми також працювала сценарна майстерня «Terrarium» під керівництвом молодого українського режисера Дмитра Сухолиткого-Собчука. 
Організацію заходів забезпечувало 80 волонтерів. 
Загалом фестиваль відвідало близько 3000 гостей.

## 2016
Другий Міжнародний фестиваль оповідання «Intermezzo» відбувся 26–29 травня 2016 року у Вінниці. Заплановано понад 50 подій. 
Гасло фестивалю: «Приватні моря — спільні береги» з фокусом на темі моря в літературі. Автори, чия творчість пов’язана з фізичним і ментальним простором моря, а також дослідники мариністики і морських мотивів у літературі звертатимуться до культурного спадку цивілізацій Чорного й Середземного морів. 
Стрижневим компонентом фестивалю «Intermezzo» також залишиться зв’язок літератури й кінематографу, пошук історій, які диктує митцям сучасність.
Спеціальна програма фестивалю була присвячена Криму і кримським татарам, проблемам культурної ідентичності півострова, історичній долі народів Криму, темі втраченого і віднайденого дому. Обрати цю тему організаторів надихнули дивовижні кримські новели Михайла Коцюбинського («У путах шайтана», «На камені», «Під мінаретами», «У грішний світ»), котрий 120 років тому надзвичайно тонко зафіксував тривожні зміни в житті півострова. 
Понад 50 культурних діячів України, Польщі, Чехії, Ірландії, Білорусі, Вірменії та інших країн проговорили засобами мистецтва важливі для суспільства питання і спробували допомогти налагодженню широкого діалогу тимчасово переміщених жителів Криму і подолян. Кримська програма познайомила із письменниками, музикантами і кінорежисерами Криму, а також розкрила нові інтерпретації традиційної культури кримських татар.
У рамках фестивалю реалізовувався спецпроєкт «Острів Європа», покликаний артикулювати здобутки «малих» або ж «камерних літератур», котрі часто перебувають поза фокусом читачів і критиків. Через доповнення у свідомості українців культурної мапи Європи формується цілісніше уявлення про континент як цивілізаційний острів, де доля кожної нації взаємопов’язана, у тому числі через літературу.